# Noatun (mytologi)
För gården Noatun i Sør-Varangers kommun i Norge, se Noatun (Pasvik)
Noatun (fornnordiska Nóatún, "skeppsplats") är i nordisk mytologi guden Njords hemvist. Poetiska Eddan omtalar Noatun som Njords borg och Snorres Edda talar om att Noatun låg vid vattnet, och att Njord föredrog Noatun framför Trymheim så till den milda grad att han skilde sig från Skade.